# Slavonín
Slavonín (německy Schnobolin) je historická obec, městská čtvrť a katastrální území na jihozápadě statutárního města Olomouce, které má přes 2 tisíce obyvatel. Jeho součástí je i bývalá obec Kyselov.

## Historie
Na území Slavonína bylo nalezeno sídliště z mladší doby kamenné a v lokalitě Horní lán i pohřebiště z tohoto období. Je zde doloženo také osídlení kolem roku 1700 př. n. l. (starší až střední doba bronzová): větěřovická kultura, kultura lužických popelnicových polí, plátěnická kultura, halštatské období. Z lokality Horní lán pochází také nálezy z doby bronzové a z raného středověku.
První písemná zmínka o vsi pochází z roku 1141, přičemž původně šlo o obec českou, která se ale brzy s příchodem německých kolonistů zgermanizovala. Slavonín (Schnobolin) byl pak součástí olomouckého jazykového ostrova, Češi zde téměř nežili. Místní obyvatelé měli vlastní kroj, hovořili zvláštním dialektem s bavorskými prvky a na místní dožínky (Ertendankfest) či kácení máje se sjížděli i lidé z okolí. Později zde působily také německé vlastenecké spolky, z nichž nejvýznamnější byl Bund der Deutschen. O vytvoření sbírky různých archiválií jazykového ostrova se zasloužil místní učitel a archivář Julius Röder (1891–1974), naproti tomu v letech 1890–1916 zde jako farář působil český hudební skladatel Ludvík Holain (1843–1916). Ovšem po vzniku Československa poměr Čechů postupně vzrostl až na 22 % a v roce 1946 byli zdejší Němci vysídleni, převážně do Bavorska.

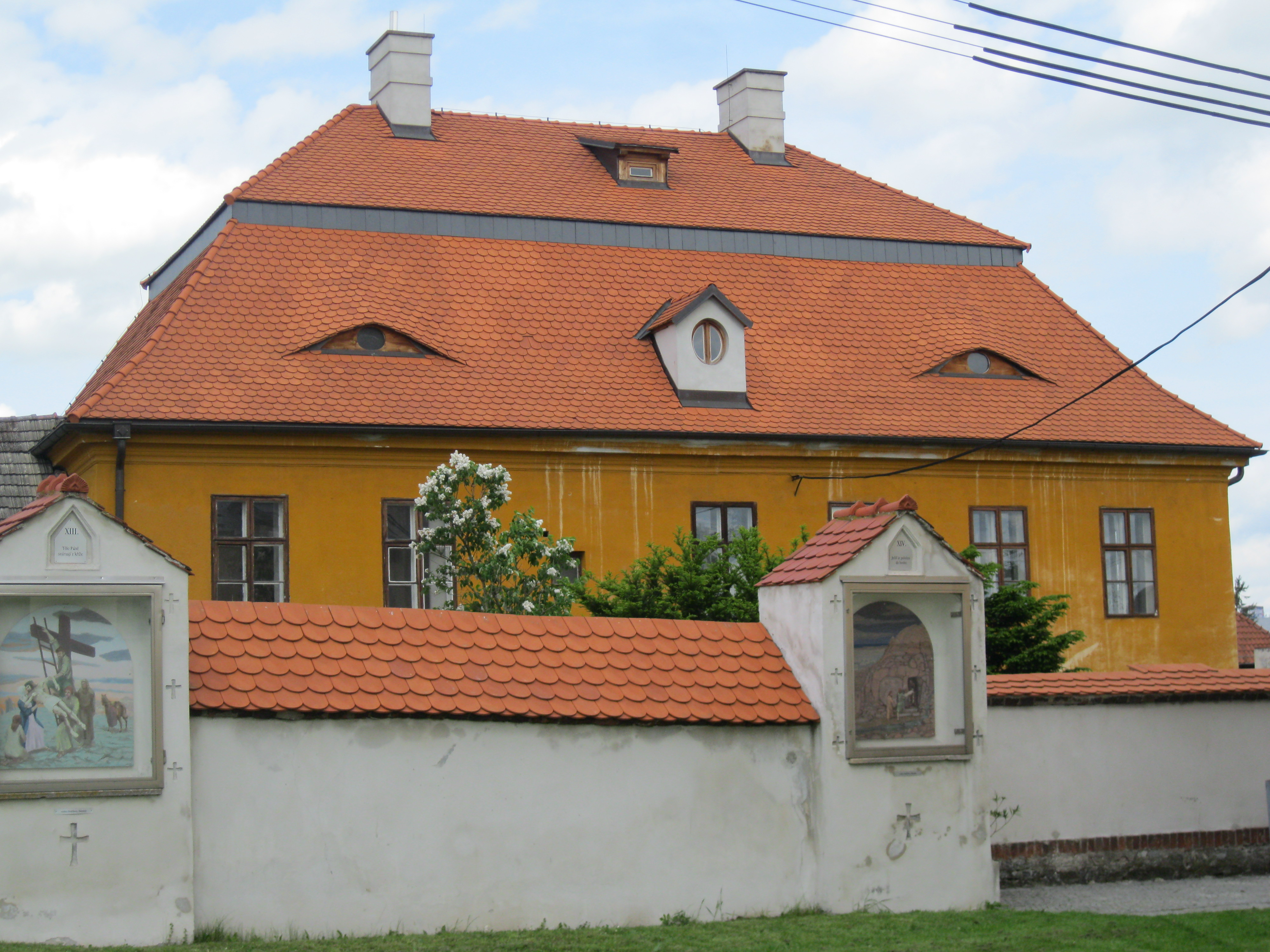
Slavonínská fara na Zolově ulici, v popředí křížová cesta

Zřejmě již od svého počátku byl Slavonín v majetku olomouckého biskupství, místní hospodářský dvůr byl ale v roce 1582 rozparcelován mezi zdejší rolníky. Šlo o významnou obec, neboť byl centrem farnosti, což se projevilo i v tom, že kromě staršího kostela sv. Ondřeje zde byla na návsi (dnes Zolova ulice) postavena kaple sv. Floriána, dále několik božích muk, kamenných křížů a dalších objektů. Během obléhání Olomouce v roce 1758 si pruský král Fridrich II. vybral za své dočasné sídlo právě zdejší barokní faru.
Roku 1850 se Slavonín stal samostatnou politickou obcí, tehdy zde žilo 668 obyvatel, na začátku 20. století jejich počet přesáhl jeden tisíc. Dlouhá léta zde fungovaly dvě cihelny, po roce 1885 Moritze Fischera, později patřící rodině Sonnenscheinů, a od roku 1910 Špačkova, pak v majetku Ing. Sigmunda. Dalšími podniky byla pekárna Krones, závod na zpracování zelí a zeleniny, později také firmy na zpracování písku, slévárna a kovodělný závod Františka Svobody či Klementova chemická výroba. Vedle staré německé obecné školy zde působila i důležitá německá odborná hospodářská škola, až v roce 1919 vznikla česká jednotřídka, rozšířená roku 1931.
Na úplném konci druhé světové války byla vesnice značně poškozena dělostřelbou, poté zanikl dosavadní průmysl a naopak zde v rámci okresu roku 1948 vzniklo jedno z prvních JZD a svoji činnost zde zahájil i Výzkumný ústav zelinářský. Osadou Slavonína se v roce 1950 stal Kyselov (Giesshübel), původně osada Nemilan a na přelomu 19. a 20. století samostatná obec. Dnes ho připomíná jen název ulice Kyselovská. V rámci rozšiřování Olomouce se Slavonín spolu s ním stal k 1. květnu 1974 součástí města.
| Rok      | 1869 | 1880 | 1890 | 1900 | 1910 | 1921 | 1930 |
| -------- | ---- | ---- | ---- | ---- | ---- | ---- | ---- |
| Obyvatel | 1034 | 1148 | 1368 | 1534 | 1592 | 1559 | 1900 |
| Domů     | 124  | 133  | 144  | 143  | 150  | 152  | 233  |
| Rok      | 1950 | 1961 | 1970 | 1980 | 1991 | 2001 | 2011 |
| Obyvatel | 1450 | 1468 | 1407 | 1550 | 1410 | 1643 | 2265 |
| Domů     | 295  | 283  | 285  | 320  | 342  | 371  | 449  |

1. ↑  Uvedeno včetně Kyselova i před rokem 1950. V samotném Slavoníně žilo např. k roku 1930 jen 1387 obyvatel (z toho 1071 osob národnosti německé, 309 československé a 7 ostatních).[11]

## Pamětihodnosti
- Kostel svatého Ondřeje s křížovou cestou v ohradní zdi bývalého hřbitova
- Fara
- Socha svatého Jana Nepomuckého
- Smírčí kříž
- Kruhová cihelna v Kyselovské ulici
- Boží muka
- Fort č. XI

## Občanská vybavenost
Na území Slavonína se v lokalitě Horní lán nachází Aquapark Olomouc a v jeho přímém sousedství i obchodní centrum Haná. Od centra bývalé obce jsou ale odděleny čtyřproudou silniční komunikací dálnice D46. Je zde velké množství novostaveb, protože probíhá bytová výstavba s velkou kapacitou. Slavonín poskytuje i zázemí pro turisty (hotely atd.). Konají se zde psí výstavy.